# Македонський хрест

Македонський Хрест.

Македонський Хрест (мак. Македонски крст, Македонський крст), також відомий як велюшський хрест (Вељушки крст, Veljuški krst; або Хрест велюша (Крстот од Вељуса, Krstot od Veljusa)) - це різновид християнського хреста, який пов'язаний в основному з християнством у Північній Македонії. Хрест є символом Македонської православної церкви. Хрест можна знайти у багатьох церквах Північної Македонії, він зображений на гербі Македонської православної церкви, а хрест є головним елементом «Медалі Святого Македонського Хрестового столу» Македонської Православної Церкви. 

## Історія
Хрест вперше був використаний у церкві "Пресвята Богородиця" у монастирі Велюса поблизу Струмиці. Відомо, що церква була побудована 1085 року нашої ери. Хрест намальований на фасаді церкви. На початку цей хрест асоціювався з монастирем та регіоном Струмиця, але згодом він став добре відомим символом церкви Македонії.

## Галерея

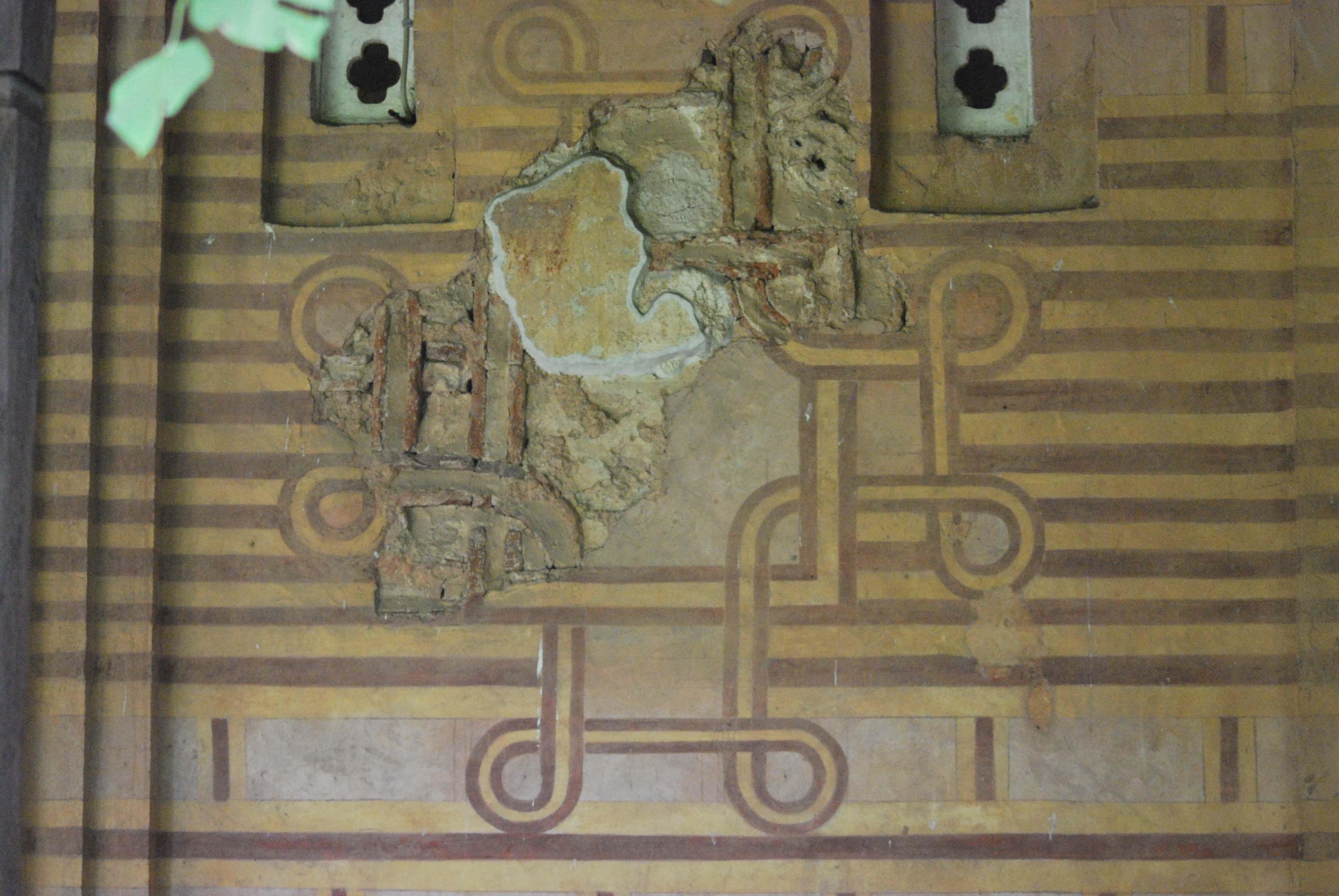
Хрест на фасаді церкви монастиря Велюса
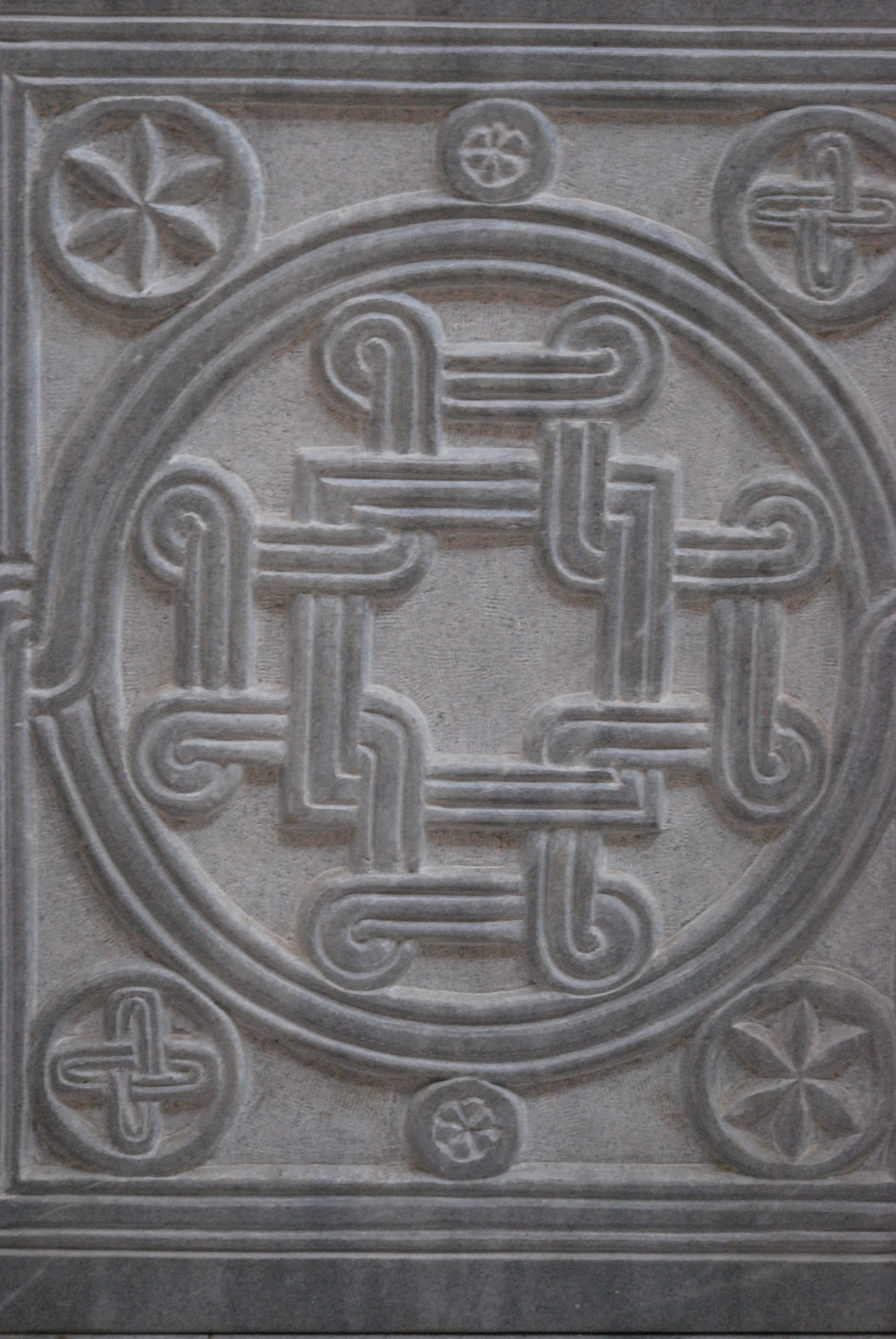
Хрест монастиря Водоча.
Македонський хрест
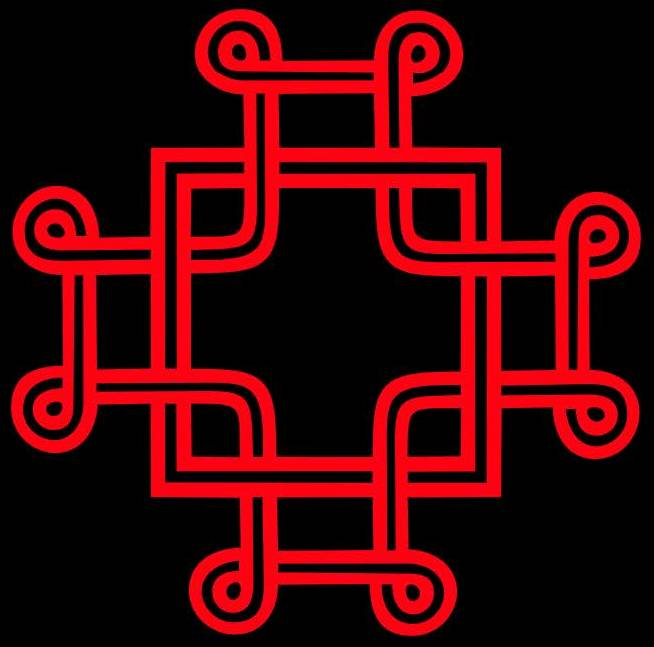
Червоний на чорному
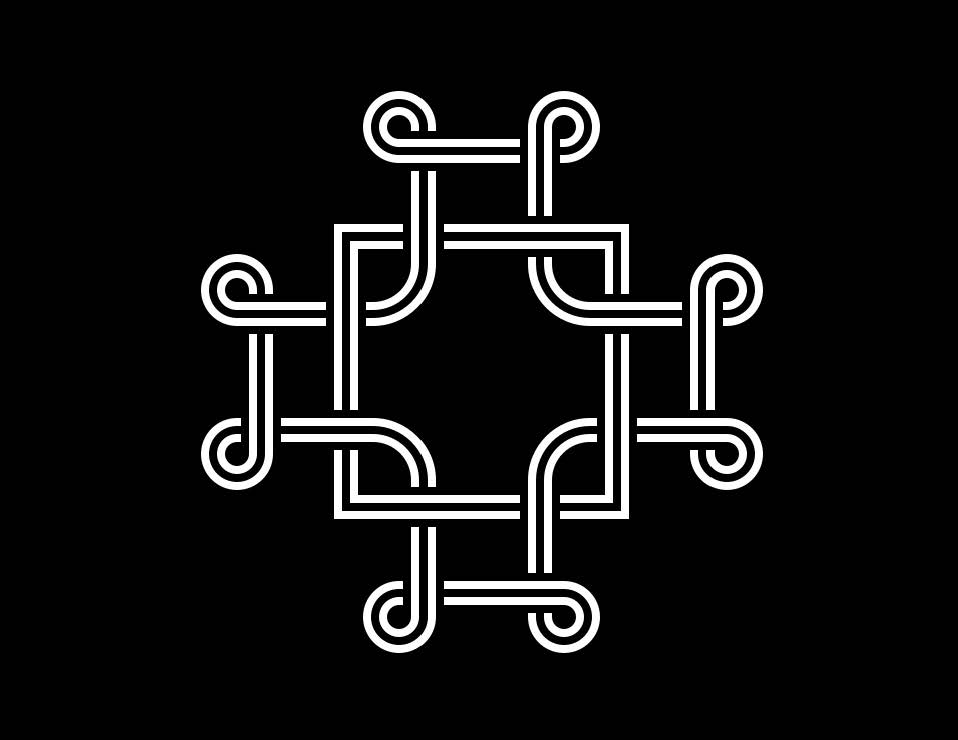
Білий на чорному

## Зовнішні посилання
- Медаль Святого Македонського Хреста [Архівовано 11 січня 2013 у Archive.is]